# IC 4306
IC 4306 — спиральная галактика типа S? в созвездии Гончие Псы. Поверхностная яркость — 12,4 mag/arcmin². Этот объект входит в число перечисленных в оригинальной редакции «Нового общего каталога».